# Porte Scee
Le porte Scee erano, secondo il mito, le porte della città di Troia, riportata alla luce nell'Ottocento dal tedesco Heinrich Schliemann. Erano la maggiore forza difensiva di Troia e devono la loro fama a Omero e alla sua Iliade.
Erano le porte monumentali della città ed era un luogo di culto del Sole. Erano state costruite, come il resto delle mura, dagli dei Poseidone e Apollo. Sotto di esse, si svolsero alcune tra le battaglie più importanti della guerra di Troia e fu proprio qui che Achille trascinò il cadavere di Ettore dopo averlo sconfitto in duello e attaccato al suo carro; sempre qui, secondo la predizione fattagli in punto di morte dallo stesso Ettore, Achille sarebbe stato ucciso per mano di Paride guidato dal dio Apollo:
che di qualche celeste ira cagione

io non ti sia quel dì che Febo Apollo

e Paride, malgrado il tuo valore,

t'ancideranno su le porte Scee.»
(Omero, Iliade, Libro XXII)
Resistettero sempre agli attacchi degli Achei, ma furono distrutte dagli stessi Troiani per far entrare in città il gigantesco cavallo di legno col quale i Greci alla fine espugnarono la città e vinsero la guerra.

## Significato attuale
Le porte troiane hanno dato il nome a un elemento architettonico; propriamente una porta scea è un'apertura sghemba che presenta il suo lato destro più avanzato e a quota superiore rispetto a quello sinistro; in tal modo, in primo luogo, non si poteva arrivare al suo fornice secondo una direzione perpendicolare, quindi con la massima forza d'urto, ma obliqua e, in più, si sarebbe mostrato il lato del corpo non protetto dallo scudo (che, se si brandisce la spada con la mano destra, si porta con il braccio sinistro proteso in avanti), proprio verso l'avancorpo difensivo; questo permetteva un migliore controllo degli attacchi esterni e, in definitiva, una tattica difensiva più efficace.
Un esempio di porta scea in Italia è l'arco di ingresso all'Acropoli di Arpino, visitata anche da Heinrich Schliemann nel settembre del 1875 e la porta scea di Siracusa, nonché quella di Monte Vairano, in Molise, area archeologica che ha messo in evidenza un centro abitato osco-sannita, frequentato già a partire dal VI e V sec. a.C., di cui è stato possibile individuare le mura, risalenti al IV sec. a.C., e che visse il maggior periodo di sviluppo tra il IV e il II sec. a.C., prima del suo totale abbandono.